# Dryopteris yoroii
Dryopteris yoroii är en träjonväxtart som beskrevs av Shunsuke Serizawa.
Dryopteris yoroii ingår i släktet Dryopteris och familjen Dryopteridaceae. Inga underarter finns listade i Catalogue of Life.